# Liste der Baudenkmäler in Penzberg

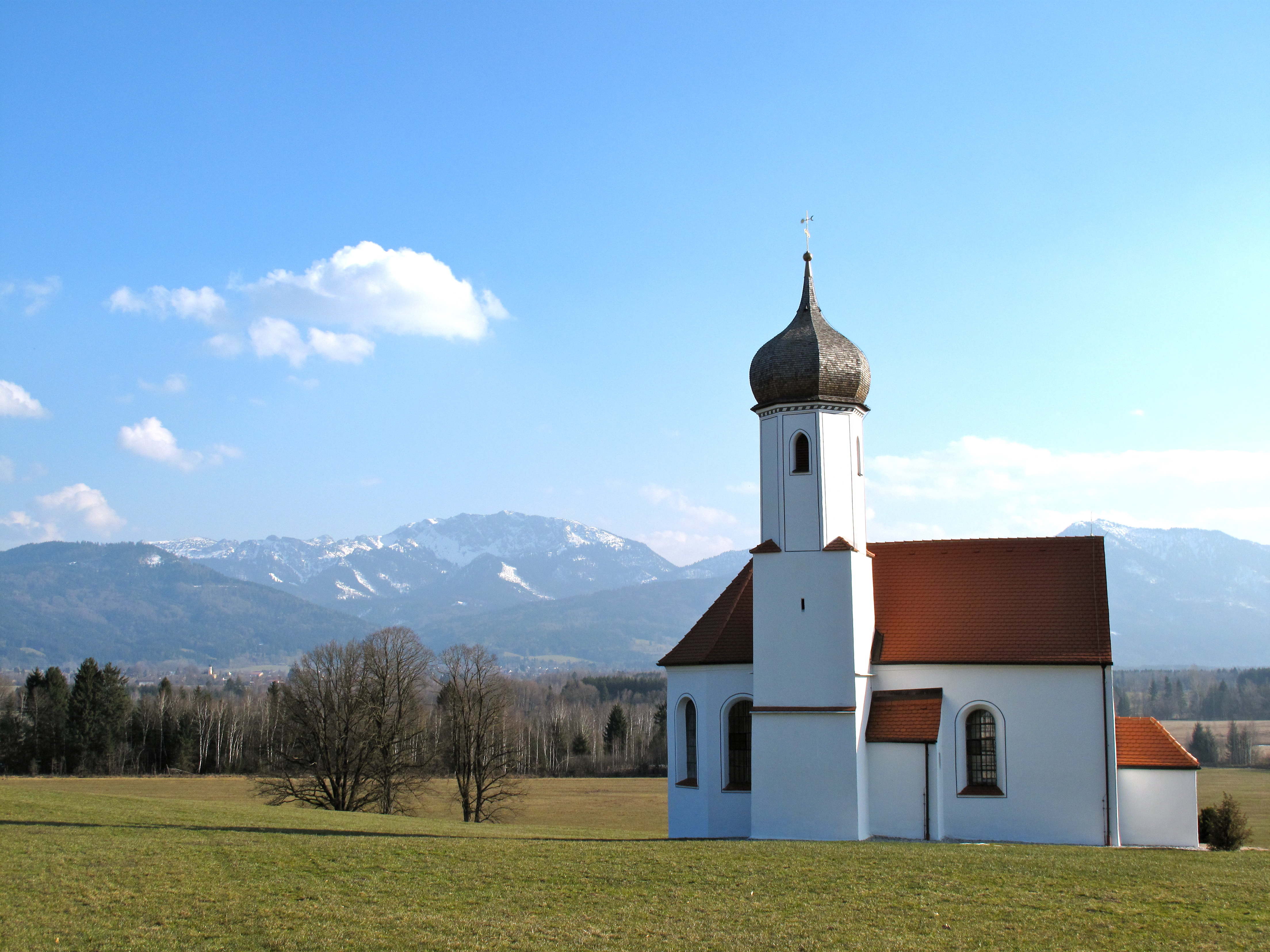
Kirche St. Johann in Sankt Johannisrain

Auf dieser Seite sind die Baudenkmäler in der oberbayerischen Stadt Penzberg zusammengestellt. Diese Tabelle ist eine Teilliste der Liste der Baudenkmäler in Bayern. Grundlage ist die Bayerische Denkmalliste, die auf Basis des Bayerischen Denkmalschutzgesetzes vom 1. Oktober 1973 erstmals erstellt wurde und seither durch das Bayerische Landesamt für Denkmalpflege geführt wird. Die folgenden Angaben ersetzen nicht die rechtsverbindliche Auskunft der Denkmalschutzbehörde.

## Baudenkmäler nach Ortsteilen

### Penzberg
| Lage                                                    | Objekt                                          | Beschreibung | Akten-Nr.     | Bild           |
| ------------------------------------------------------- | ----------------------------------------------- | --- | ------------- | -------------- |
| Am Museum 1 (Standort)                                  | Wohnhaus                                        | Ehemaliges Bergarbeiter-Wohnhaus, Typenbau der Arbeiterkolonie, 1873, zweigeschossiger, giebelständiger Satteldachbau mit Kniestock und rückseitigem Treppenhausvorbau, für sechs Wohneinheiten; mit Nebengebäude (Holzlege). Heute Museum Penzberg.                             | D-1-90-141-24 | weitere Bilder |
| Karl-Steinbauer-Weg 6 (Standort)                        | Kirche                                          | Evangelisch-lutherische Kirche, 1904 nach Plänen von Wilhelm Metzger erbaut. | D-1-90-141-5  | weitere Bilder |
| Karlstraße 25 (Standort)                                | Rathaus                                         | Zweigeschossiger Mansarddachbau mit giebelbekröntem Zwerchhaus und Dachreiter, 1880 als Wohnhaus (zweigeschossiger Satteldachbau mit Kniestock) errichtet, 1921 von Josef Linder in neubarocken Formen zum Rathaus umgebaut und erweitert, später im Inneren teilweise erneuert. | D-1-90-141-3  | weitere Bilder |
| Karlstraße 31, Nähe Bahnhofstraße (Standort)            | Zwei Lindenbäume                                | Hinrichtungsbäume der Penzberger Mordnacht am 28. April 1945 | D-1-90-141-52 | BW             |
| Karlstraße 38 (Standort)                                | Schule                                          | Altes Mädchenschulhaus, jetzt Gymnasium. Zweiflügelbau, Backstein, mit Lisenengliederungen und Zwerchhaus, 1897 und Folgejahre. | D-1-90-141-4  | weitere Bilder |
| Michael-Pfalzgraf-Platz 1 (Standort)                    | Stadthalle                                      | Breitgelagerte Fassade mit zwei Seitenflügeln, darauf Mansardwalmdächer, 1928 von Josef Linder erbaut. | D-1-90-141-1  | Stadthalle     |
| Philippstraße 19, 21, 23, Zweigstraße 4, 6 (Standort)   | Dienstgebäude                                   | Ehemaliges Polizeigebäude, neoklassizistisch, mit Mansarddach und Zwerchgiebel, 1922 von Josef Linder und Emil Freymuth. | D-1-90-141-6  | weitere Bilder |
| Philippstraße 28 (Standort)                             | Postamt                                         | Walmdachbau mit Putzgliederungen, 1924 von Robert Vorhoelzer und Franz Lochbrunner. | D-1-90-141-7  | weitere Bilder |
| Philippstraße 35 (Standort)                             | Gasthof                                         | Reich gegliederter neoklassizistischer Bau mit Mansardwalmdach, 1898/99. | D-1-90-141-8  | weitere Bilder |
| Seeshaupter Straße 13 (Standort)                        | Leichenhalle                                    | Ehemalige Leichenhalle, 1890 errichtet, seit 1986/87 Urnenhalle; im Friedhof. | D-1-90-141-9  | Leichenhalle   |
| Sigmundstraße 16 (Standort)                             | Christkönig                                     | Katholische Stadtpfarrkirche, weiträumige Hallenkirche mit schmalen Seitenschiffen, Rechteckchor in Mittelschiffbreite und campanile-artigem Turm, 1949 und Folgejahre von Michael Steinbrecher; mit Ausstattung.                                                                | D-1-90-141-26 | weitere Bilder |
| Sigmundstraße 16 (vor der Christkönigkirche) (Standort) | Kriegerdenkmal                                  | Kriegerdenkmal für die Gefallenen des Ersten Weltkriegs, Postament mit weiblicher Trauerfigur, auf einer Kugel stehend, Tuffstein, 1922 | D-1-90-141-29 | Kriegerdenkmal |
| Zugspitzstraße 3 (Standort)                             | Städtisches Altersheim                          | neoklassizistischer Bau mit Mansardwalmdach, errichtet 1925/26 von Josef Linder. | D-1-90-141-10 | weitere Bilder |
| Hub (Standort)                                          | Filialkirche Mariä Heimsuchung, sog. Hubkapelle | Kapelle, erbaut 1630, umgestaltet 1696; mit Ausstattung. | D-1-90-141-2  | weitere Bilder |

### Edenhof
| Lage                 | Objekt         | Beschreibung                                                       | Akten-Nr.     | Bild           |
| -------------------- | -------------- | ------------------------------------------------------------------ | ------------- | -------------- |
| Edenhof 1 (Standort) | Getreidekasten | Zugehöriger obergeschossiger Getreidekasten, Ende 16. Jahrhundert. | D-1-90-141-11 | Getreidekasten |

### Kirnberg
| Lage                             | Objekt         | Beschreibung | Akten-Nr.     | Bild           |
| -------------------------------- | -------------- | --- | ------------- | -------------- |
| Kirnberger Straße 1 (Standort)   | Wohnhaus       | Ehemaliges Wohnhaus, jetzt Gasthaus, in offenem Blockbau, im Kern ehemaliger zweigeschossiger Getreidekasten, bezeichnet mit dem Jahr 1583, Dach und Erweiterung 1879.                                                                                  | D-1-90-141-12 | Wohnhaus       |
| Seeshaupter Straße 97 (Standort) | Kirnberger Hof | Ehemaliger Kirnberger Hof, Wohnteil verputzter Blockbau mit Flachsatteldach, wohl 18. Jahrhundert, modern bezeichnet mit dem Jahr 1583; Wirtschaftsteil 1923 und später verändert. – Ursprünglich zugehöriger Getreidekasten siehe Kirnberger Straße 1. | D-1-90-141-25 | weitere Bilder |

### Nantesbuch
| Lage                                                                    | Objekt                   | Beschreibung | Akten-Nr.     | Bild           |
| ----------------------------------------------------------------------- | ------------------------ | --- | ------------- | -------------- |
| Nantesbuch 1, Mitterfeld, ca. 40 m östlich des Anwesens (Standort)      | Getreidekasten           | Ehemalige Getreidekästen, alle 1958/70 transferiert und wieder aufgestellt. – Ehemaliger Getreidekasten, erdgeschossiger Blockbau mit Satteldach und verbretterter Giebellaube, Ende 16. Jahrhundert. | D-1-90-141-14 | Getreidekasten |
| Nantesbuch 1, Mitterfeld, unmittelbar westlich des Anwesens (Standort)  | Getreidekasten           | Ehemaliger Getreidekasten, erdgeschossiger Blockbau mit verbretterter Giebellaube, bezeichnet 1575.                                                                                                   | D-1-90-141-14 | Getreidekasten |
| Nantesbuch 1, Mitterfeld, ca. 60 m östlich des Anwesens (Standort)      | Getreidekasten           | Ehemaliger Getreidekasten, erdgeschossiger Blockbau mit Satteldach, bezeichnet 1590. | D-1-90-141-14 | Getreidekasten |
| Nantesbuch 1, Mitterfeld, ca. 380 m südwestlich des Anwesens (Standort) | Getreidekasten           | Ehemaliger doppelter Getreidekasten, erdgeschossiger Blockbau mit Satteldach und Giebellaube, bezeichnet 1804.                                                                                        | D-1-90-141-14 | Getreidekasten |
| Nantesbuch 3 (Standort)                                                 | Kirche Maria Himmelfahrt | Katholische Kuratienkirche, Saalbau mit Rechteckchor und angefügter polygonaler Sakristei, Neubau 1840, nordwestlicher Chorflankenturm mit Spitzhelm 1873; mit Ausstattung.                           | D-1-90-141-13 | weitere Bilder |

### Oberhof
| Lage                 | Objekt         | Beschreibung                                                                                  | Akten-Nr.     | Bild           |
| -------------------- | -------------- | --------------------------------------------------------------------------------------------- | ------------- | -------------- |
| Oberhof 4 (Standort) | Getreidekasten | Getreidekasten, obergeschossig, 17. Jahrhundert, mit modernem Überbau.                        | D-1-90-141-15 | Getreidekasten |
| Oberhof 4 (Standort) | Wegkapelle     | Offene Nischenanlage mit Lisenen und gusseisernen Säulchen, in historisierenden Formen, 1886. | D-1-90-141-28 | weitere Bilder |

### Promberg
| Lage                                                       | Objekt     | Beschreibung | Akten-Nr.     | Bild       |
| ---------------------------------------------------------- | ---------- | --- | ------------- | ---------- |
| Promberg 3 a (Standort)                                    | Grenzstein | Grenzstein aus Sandstein, bezeichnet mit GG BB (Gefreites Gericht Benediktbeuern), Doppeltem Abtstab und Jahreszahl 1699, auf der Rückseite mit CBB (Kloster Beuerberg), einem symbolischen Lebensbaum des Augustinerchorherren Stiftes Beuerberg und Jahreszahl 1699; ursprünglicher Standort 175 m weiter ostwärts an ehemaliger Grenze zwischen dem Klostergericht Benediktbeuern, dem Kloster Beuerberg und dem Landgericht Wolfratshausen. | D-1-90-141-17 | Grenzstein |
| 250 m westlich vom Weg nach Faistenberg im Moos (Standort) | Grenzstein | Grenzstein aus Tuff, bezeichnet mit CBB (Kloster Benediktbeuern), Doppeltem Abtstab und Jahreszahl 1751 sowie CBB (Kloster Beuerberg) und einem symbolischen Lebensbaum des Augustinerchorherrenstiftes Beuerberg. Der Stein lag 2005 auf dem Boden. Beim Aufrichten wurde er offensichtlich falsch ausgerichtet. Er müsste um ca. 150° nach rechts gedreht werden. (teilweise im Gebiet der Gemeinde Eurasburg)                                | D-1-90-141-34 | Grenzstein |

### Sankt Johannisrain
| Lage                            | Objekt                  | Beschreibung | Akten-Nr.     | Bild           |
| ------------------------------- | ----------------------- | --- | ------------- | -------------- |
| Sankt Johannisrain 2 (Standort) | Bauernhaus              | Bauernhaus mit Flachsatteldach, Obergeschoss verputzter Blockbau, dendrochronologisch datiert auf das Jahr 1631/34. | D-1-90-141-20 | Bauernhaus     |
| Sankt Johannisrain (Standort)   | Filialkirche St. Johann | Katholische Filialkirche, kleiner Saalbau mit leicht eingezogenem Polygonalchor, nördlichem Chorflankenturm und kleinem Vorzeichen, im Kern gotisch, Barockisierung und Turmoktogon mit Zwiebelhaube durch Joseph Hainz 1715/17 und 1733/35; mit Ausstattung. | D-1-90-141-19 | weitere Bilder |

### Schönmühl
| Lage                   | Objekt   | Beschreibung                                                                                      | Akten-Nr.     | Bild           |
| ---------------------- | -------- | ------------------------------------------------------------------------------------------------- | ------------- | -------------- |
| Schönmühl (Standort)   | Kapelle  | Katholische Kapelle, 18./19. Jahrhundert; mit Ausstattung.                                        | D-1-90-141-21 | weitere Bilder |
| Schönmühl 1 (Standort) | Gasthaus | Zweigeschossiger Traufseitbau mit Flachsatteldach, bezeichnet mit dem Jahr 1737; mit Ausstattung. | D-1-90-141-22 | weitere Bilder |

### Wölfl
| Lage                | Objekt                                  | Beschreibung                                      | Akten-Nr.     | Bild           |
| ------------------- | --------------------------------------- | ------------------------------------------------- | ------------- | -------------- |
| In Wölfl (Standort) | Wegkreuz mit Linde, Kreuz auf Postament | Sandstein, Kruzifix und Maria, Gusseisen, um 1881 | D-1-90-141-47 | weitere Bilder |